# What’s Up with That
What's Up with That (с англ. — «Что с этим поделать?») — тридцать восьмой сингл американской блюз-рок-группы ZZ Top,  второй сингл альбома Rhythmeen, добрался до 5 места в Hot Mainstream Rock Tracks.

## О песне
Сингл записан в 1996 году в середине записи альбома Rhythmeen, на котором группа совершила очередную попытку вернуться к блюзу, и записала альбом исключительно в формате трио, без использования синтезаторов. Партию гармоники в песне исполнил Джеймс Харман.
Многие обозреватели находят в песне отсылки к песне «Respect Yourself» группы The Staple Singers: «каталогизирующий жизненные передряги проникновенный грув, позаимствованный в Respect Yourself группы Staples Singers, вплоть до „на-на-на“ в припеве» . Также многие обозреватели сходятся в том, что это лучшая или одна из лучших песен на альбоме: «непринуждённый весёлый фузз»  «лучшая песня лёгкая What’s Up with That с гармоникой и небрежным гитарным соло» 
Билли Гиббонс сказал про песню, что это «наша личная дань тем великим R&B музыкантам и их фирменным способам, которые повлияли на такое большое количество исполнителей, что пришли после них»
Я хотел бы сказать, что музыка определённо вдохновлена влиянием того мемфисского R&B, но этот вопрос на самом деле остаётся на усмотрение слушателя, подумать и сделать собственные выводы. 
Оригинальный текст (англ.)I would say the music definitely has that Memphis R&B inspiration; but the question that is invoked is really left up to the listener to ponder and draw their own conclusions
Сингл был выпущен в нескольких вариантах. Основной CD-релиз содержал вместе с собственно полноформатной песней её укороченную радио-версию, кавер-версию песни Stop Breakin' Down Blues Роберта Джонсона, записанную в ходе вживую в ходе Continental Safari Tour 1996 года и концертную версию песни ZZ Top Nasty Dogs And Funky Kings с альбома 1975 года Fandango!. Также сингл был выпущен на 7"-виниле (радио-версия и Nasty Dogs And Funky Kings) и двух вариантах промо-CD, первый с одной радио-версией, второй содержал три версии песни: радио-, рок- и оригинальную альбомную версию.

## Участники записи
- Билли Гиббонс — гитара
- Дасти Хилл — вокал, бас-гитара
- Фрэнк Бирд — ударные, перкуссия